# Blaugrauer Blindhai
Der Blaugraue Blindhai (Brachaelurus colcloughi, Syn.: Heteroscyllium colcloughi) ist ein Hai aus der Familie Brachaeluridae, der außer ihm nur noch der Blindhai (Brachaelurus waddi) angehört. Er kommt an der süd- und ostaustralischen Küste von Queensland bis New South Wales vor und erreicht eine Körperlänge bis etwa 75 Zentimeter. Bis heute ist der Hai in nur 20 Individuen bekannt und wird entsprechend als gefährdet eingestuft.

## Aussehen und Merkmale
Der Blaugraue Blindhai erreicht eine durchschnittliche Körperlänge von 50 bis 65 cm und eine maximale Körperlänge, die bei etwa 75 cm liegt. Er hat eine graue bis blaugraue Rückenfärbung, die Bauchseite ist weiß bis gelblich gefärbt. Bei den Jungtieren kommen schwarze Zeichnungen an den Rücken- und der Schwanzflosse vor, die im Erwachsenenalter verblassen. Der Kopf besitzt große Nasengruben und auch das Saugloch ist recht groß ausgebildet, vor dem vergleichsweise kleinen Maul stehen deutliche Barteln.
Der Hai besitzt einen kurzen, gestauchten Körper. Er besitzt eine Afterflosse und zwei Rückenflossen, die sehr weit hinten auf dem Rücken ansetzen. Dabei ist die erste Rückenflosse etwas größer und beginnt etwa über der Basis der Bauchflossen, die zweite deutlich vor der Analflossenbasis. Die Schwanzflosse besteht wie bei anderen Ammenhaiartigen aus einem kräftigen Schwanzstiel und einem umgebenden Schwanzsaum, wobei zwischen der Analflosse und der unteren Schwanzflosse nur ein sehr kleiner Spalt besteht.

## Lebensweise
Der Blaugraue Blindhai ist eine vorwiegend nachtaktive Art im Bereich des Kontinentalschelfs, wo er nahe dem Meeresboden an sehr flachen Stellen bis 6 Meter Tiefe lebt. Über sein Verhalten und seine Lebensweise liegen kaum Angaben vor.
Er ist lebendgebärend, wobei das Weibchen wahrscheinlich sechs bis acht Junghaie zur Welt bringt. Die Geschlechtsreife erreichen die Tiere wahrscheinlich bei einer Länge von ungefähr 50 cm.

## Verbreitung

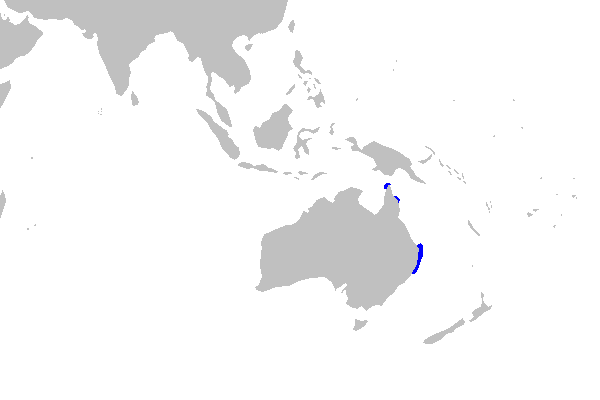
Verbreitung des Blaugrauen Blindhais

Der Blaugraue Blindhai kommt an der süd- und ostaustralischen Küste von Queensland bis New South Wales vor. Das bevorzugte Habitat stellen steinige Meeresgrundbereiche in der Tidenzone dar (teilweise kommt er auch in Gezeitentümpeln vor), außerdem lebt er in Seegrasgebieten.

## Bestand und Gefährdung
In der Roten Liste der IUCN wird der Blaugraue Blindhai als gefährdet („vulnerable“) geführt. Wissenschaftlich bekannt sind aktuell nur etwa 20 Individuen, die alle in sehr stark befischten Küstenbereichen gefangen wurden, der Gesamtbestand ist dementsprechend nicht bekannt und wird als sehr niedrig eingeschätzt.